# جيامباتيستا باسيل
جيامباتيستا باسيل (بالإيطالية: Giambattista Basile) هو شاعر ومؤلف قصص خيالية إيطالي ولد في يوم 15 فبراير 1566 في جوليانو إن كامبانيا في إيطاليا لعائلة نابولية متوسطة الحال، اشتهر في أوروبا كجامع للقصص الخيالية، أشهر الحكايات التي ألفها حملت عنوان حكاية الحكايات والتي تم إنتاج فلم خاص لها في سنة 2015. توفي باسيل في 23 فبراير 1632.

## روابط خارجية
- جيامباتيستا باسيل على موقع الموسوعة البريطانية (الإنجليزية)
- جيامباتيستا باسيل على موقع ميوزك برينز (الإنجليزية)
- جيامباتيستا باسيل على موقع ديسكوغز (الإنجليزية)